# Mjóifjörður
Mjóifjörður est une localité islandaise de la municipalité de Fjarðabyggð située à l'est de l'île, dans la région d'Austurland. En 2011, le village comptait 42 habitants.